# Jan Braren
Jan Braren (* 1968 in Hamburg) ist ein deutscher Drehbuchautor.

## Leben
Jan Braren studierte Philosophie, Psychologie, öffentliches Recht und Geschichte in Hamburg und Kiel. Nach seinem Magister-Studienabschluss 2000 gründete er ein Büro für Kulturproduktion und -Vermittlung namens 5D. 2008 schloss er die Filmschule Hamburg als Drehbuchautor ab.
Für das Buch des Filmes Homevideo wurde er 2012 mit dem Grimme-Preis ausgezeichnet. 2020 wurde er, gemeinsam mit Marc Blöbaum und Kilian Riedhof, für das Drehbuch Meinen Hass bekommt ihr nicht mit dem Deutschen Drehbuchpreis ausgezeichnet.
Jan Braren lebt und arbeitet in Hamburg.

## Filmografie (Auswahl)
- 2011: Homevideo
- 2015: Aus der Haut
- 2015–2017: SOKO Leipzig (Fernsehserie, 4 Folgen)
- 2016: Die Ermittler – Nur für den Dienstgebrauch
- 2017: Tatort: Der Fall Holdt
- 2018: Das Joshua-Profil
- 2019: Tatort: Das verschwundene Kind
- 2019: Lotte am Bauhaus
- 2020: Polizeiruf 110: Der Verurteilte
- 2022: Meinen Hass bekommt ihr nicht (Vous n’aurez pas ma haine)
- 2023: Polizeiruf 110: Ronny
- 2024: Stella. Ein Leben.

## Auszeichnungen
- 2011: Grimme-Preis für Homevideo
- 2011: Preis der Deutschen Akademie der Darstellenden Künste sowie 3sat-Zuschauerpreis für Homevideo
- 2019: Nominierungen beim FernsehfilmFestival Baden-Baden für die Preise der Deutschen Akademie und den 3sat-Zuschauerpreis für Lotte am Bauhaus
- 2020: Deutscher Drehbuchpreis Kategorie „Bestes unverfilmtes Drehbuch“ für Meinen Hass bekommt ihr nicht